# Herceg János
 Herceg János (Zombor, 1909. május 11. – Zombor, 1995. január 29.) vajdasági (jugoszláv) 
magyar író, szerkesztő, műfordító.

## Életpályája
Az elemi iskolát és a gimnáziumot szülővárosában végzi. 1929-ben Iksz címen folyóiratot ad ki, aminek egyetlen száma jelent meg. 1932-1934-ig nyomdai tisztviselő Zomborban, majd az Új Hírek munkatársa. 1936-1938-ig Budapesten a Dante Könyvkiadó szerkesztője. 1939-től az Új Hírek munkatársa, rövid ideig főszerkesztője, majd az újvidéki Reggeli Újság újságírója. 1941-től a zombori városi könyvtár igazgatója. A Délvidék visszatérése idején a Kalangya főszerkesztője. A háború után 1953-ig az újvidéki Testvériség-Egység Könyvkiadó Vállalat szerkesztője. Két megbízatási ciklusban is (1953-1955 és 1957-1977) az Újvidéki Rádió szerkesztője. 1955-1957-ig a Híd főszerkesztője. 1977-től nyugdíjas és később Doroszlóra költözik. Innen publikál a vajdasági elektronikus és írott sajtóba. 1981-ben: a Vajdasági Tudományos és Művészeti Akadémia tagjai közé választják. 1998-ban Doroszlón emlékére irodalmi díjat alapítanak.

## Munkássága
Herceg János munkássága kivételesen gazdag volt, jóllehet egy pesti kitérőtől eltekintve a megnevezett szűk földrajzi térségben teljesedett ki, melyet esetleg még csak a baranyai Kiskőszeg (Batina) felé lehetne tágítani. Innen indult el és ide tért vissza képzelt és való európai útjairól,
ingázott Belgrád és Budapest, Újvidék és Szabadka között, kereste fel olvasóit, riportalanyait, írótársait. S közben írt, napról napra, hétről hétre, írt fáradhatatlan kitartással és elkötelezettséggel csaknem hét évtizeden át. Ennek a bámulatos termékenységnek az eredménye negyven önálló könyve.
A regények mellett minden prózai műfajban kifejezte magát, mégpedig a legtöbb esetben sikerrel, mivelhogy a mesterség minden titkának ismerője volt. Fő műfajának az esszét mondhatjuk, de írt naplójegyzeteket, arcképeket, kritikákat, riportokat, szociográfiákat, tárcákat, esszéket, helytörténeteket, miközben az írói erényei közül egyre jobban az emlékezés került az első helyre, az általa művelt műfajok sokaságában a múltat „újrateremtette”, jelenné varázsolta.
Herceg János közéleti ember is volt, közíró a szó legnemesebb értelmében. „Magyar írók vagyunk, nem nézhetjük közömbösen népünk sorsának alakulását” – mondta, s ennek a szellemében cselekedett is „a koráramlatoknak a vad vonulásában”. Talpon maradva élte át a sorsfordulókat, rendszerváltozásokat, ennek magyarázatát abban látta, hogy „óvatosan úsztam szemben az árral, de szemben úsztam...” Visszafogottsága ellenére írásait cenzúrázták, kihagyták, elfektették a nála is óvatosabb szerkesztők. Mindenkinél többet tett népünk fennmaradásáért, de a szétszóródás, a gyámolatlanság tényei láttán nemegyszer riadtan tapasztalta az egyéni helytállás elégtelenségét.

## Művei

### Regények
- Tó mellett város, 1937 (hasonmásban: 2009)
- Szikkadó földeken, 1954
- Anna búcsúja, 1955
- Ég és föld, 1959
- Iketánia, 1987
- Módosulások, 1989
- Gogoland, 1992

### Elbeszélések, esszék és tanulmányok
- Viharban; előszó Szenteleky Kornél; Jugoslavenska štamp, Sombor, 1934
- Gyászoló kőművesek; Kalangya, Zombor, 194?
- Bors és fahéj; Testvériség-Egység, Noviszád, 1950
- Papírhajó, 1953
- Három halász meg egy molnár; Testvériség-Egység Kiadó, Újvidék, 1953
- A tengerkirály; Progres, Novi Sad, 1959
- Gyaloghintó. Elbeszélések; Forum, Novi Sad, 1965
- Ég és föld. Válogatott írások; Forum, Novi Sad, 1967
- Egy meg egy. Arcképek, 1968
- Évek és könyvek; Fórum, Újvidék, 1971
- Két világ, 1972
- Előjáték, 1975
- Kék nyárfás. Elbeszélések; Forum, Újvidék, 1979
- Árnyak Novellák; Forum, Újvidék, 1982
- Távlatok. Napló helyett. Esszék; Forum, Újvidék, 1983
- Összegyűjtött elbeszélések I–III., 1986
- Vuk és kora. Esszék; Forum, Újvidék, 1987
- Kitekintő. Napló helyett 1984–1987; Forum, Újvidék, 1989
- Nyíló idő. Esszék, visszaemlékezések; Forum, Újvidék, 1991
- Régi dolgainkról. Esszék; Forum, Újvidék, 1993
- Mulandóság, 1994
- Medvecukor. Gyermek- és ifjúsági történetek; Forum, Újvidék, 1995
- Összegyűjtött esszék, tanulmányok, 1-3.; összegyűjt., utószó, jegyz. Pastyik László; Zavod za ud̂benike i nastavna sredstva, Beograd, 1999–2003
  - 1. 1929–1944
  - 2. 1945–1965
  - 3. 1966–1984
- Viharban (hasonmás kiad); előszó Szenteleky Kornél, utószó Toldi Éva; Szabadegyetem, Szabadka, 2009 (Életjel könyvek)

### Versek
- Kiáltás a ködből; Forum, Újvidék, 1970

### Riport, szociográfia, napló
- Változó világban; Testvériség-Egység, Noviszád, 1950
- Leányvári levelek; Forum, Novi Sad, 1959
- Hazulról. Naplójegyzetek; Forum, Novi Sad, 1965
- Embersor; Forum, Újvidék, 1977
- Visszanéző. Helytörténeti emlékek; Forum, Újvidék, 1979
- Leányvári levelek; utószó Kontra Ferenc; HunCro, Eszék, 2009

### Szótár
- Srbsko-magyarski reč nik / Szerb-magyar szótár; Vajdasági Magyar Kultúrszövetség, Szombor, 1946
- Magyar-szerb szótár / Madjarsko-srpski rečnik;  Vajdasági Magyar Kultúrszövetség, Szombor, 1946

### Mese
- Vas Ferkó. A vitéz kovács; Testvériség-Egység, Újvidék, 1953
- Vas Ferkó és más történetek; Forum, Újvidék, 1980

## Díjai
- Szenteleky Kornél Irodalmi Díj, 1972
- Híd Irodalmi Díj, 1977, 1979, 1989
- Életműdíj, 1982
- Szirmai Károly Irodalmi Díj, 1986
- Déry Tibor-díj, 1994